# Herbie Hancock
Herbert Jeffrey Hancock (Chicago, 12 de abril de 1940), conocido como Herbie Hancock, es un pianista, tecladista y compositor estadounidense de jazz. A excepción del free jazz, ha tocado prácticamente todos los estilos jazzísticos surgidos tras el bebop: hard bop, fusión, jazz modal, jazz funk, jazz electrónico, etc.; en 2005 publicó el disco Possibilities, en el que se aproxima también a la música de baile.
Se trata de una de las figuras que más opiniones encontradas suscita dentro del jazz contemporáneo. Es un artista inquieto estilísticamente que se ha dejado influir por casi todas las tendencias musicales de la segunda mitad del siglo XX. No obstante, el estilo pianístico y de teclado de Hancock son completamente suyos, con sus propios rasgos armónicos urbanos y complejos, y sus ritmos particulares. Habiendo estudiado ingeniería, Hancock estuvo siempre perfectamente preparado para la era electrónica: fue uno de los primeros maestros en el piano eléctrico Rhodes y en el clavinet Hohner. En todo caso, el piano ha sido siempre su instrumento preferido.
Fue autor de dos de las composiciones jazzísticas más populares de la historia, "Watermelon Man", primer corte de su disco de debut Takin' Off (1962), que arrasó en las emisoras de rhythm and blues en la versión de Mongo Santamaría, y "Cantaloupe Island", que 32 años después de su creación tendría un gran éxito popular cuando el grupo de hip hop británico US3 la sampleó.
Hancock ha reconocido a Miles Davis como su músico preferido porque defendía el principio básico del jazz, que consiste en tocar el momento presente, no el pasado.

## Biografía

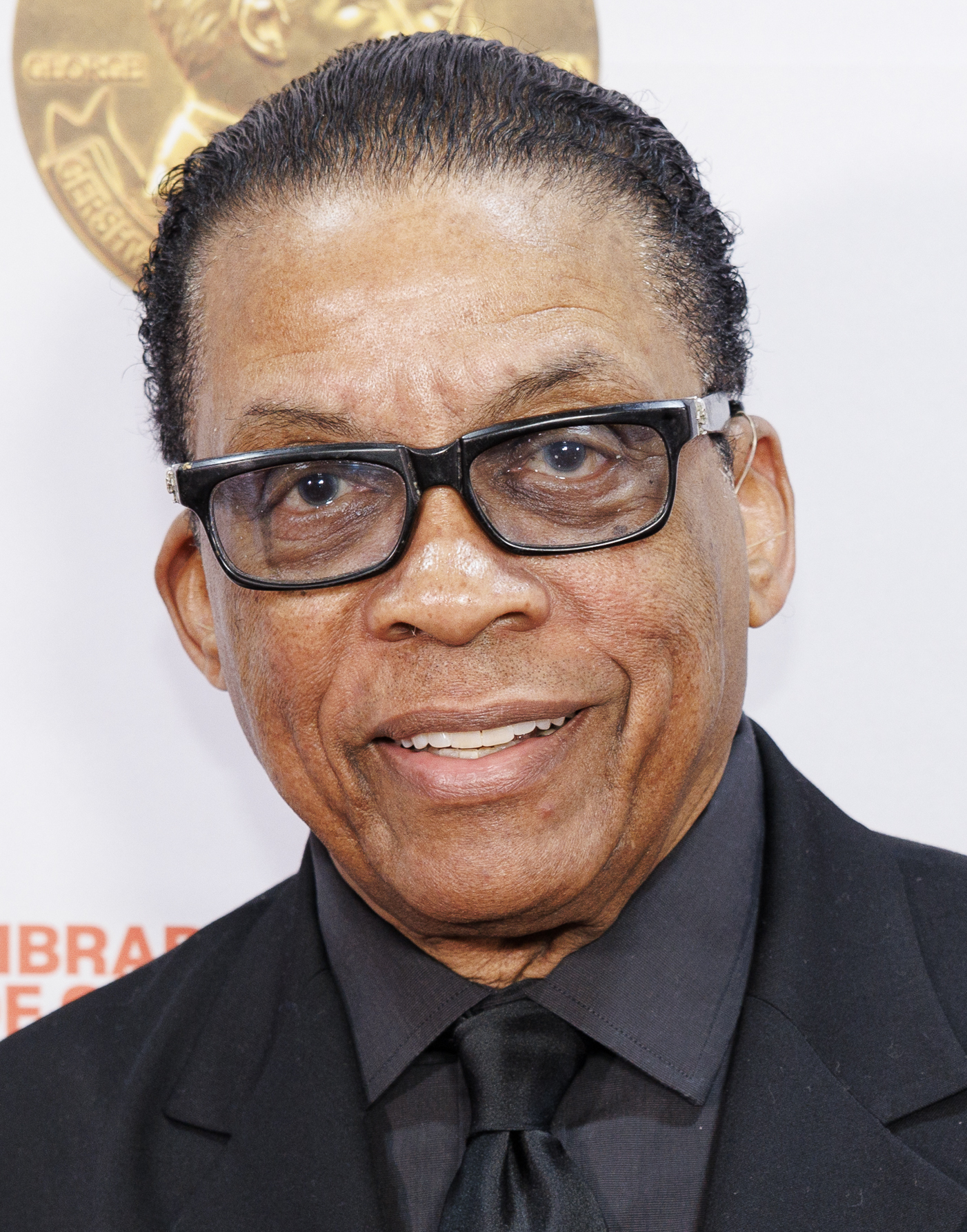
Herbie Hancock (2023)

Aprendió a tocar el piano a la edad de siete años y pronto se convirtió en un prodigio, tocando como solista el primer movimiento de un concierto para piano de Wolfgang Amadeus Mozart a los once años con la Orquesta Sinfónica de Chicago. Tras estudiar en el Grinnell College (época en la que escucha a Oscar Peterson y Bill Evans), Hancock fue invitado en 1961 por su descubridor Donald Byrd a unirse a su grupo en Nueva York; más tarde, Blue Note le ofreció un contrato individual. En su álbum de debut, Takin' Off grabó la canción Watermelon Man (‘el hombre sandía’), que anteriormente había sido tocada por el gran percusionista Mongo Santamaría
En mayo de 1963, Miles Davis le pidió que se uniese a su banda para las sesiones de Seven Steps to Heaven; se quedó con él durante cinco años, lo que le hizo perder parte de su estilo en favor de una absorción de las directrices musicales de Davis (importancia del silencio y el espacio, concepto del tempo como algo esencial al jazz), quien incluso le sugirió pasarse al piano eléctrico Rhodes. Por su parte, Hancock aportó a la música de Davis un sonido amplio, audaz y a la vez agradable, con marcadas raíces en el blues. Durante esa época, su carrera en solitario con Blue Note siguió adelante, destacando con cuatro sofisticadas composiciones: Maiden Voyage (en su disco homónimo), Cantaloupe Island, Goodbye to Childhood y Speak Like a Child. Tocó también para el productor Creed Taylor y compuso la banda sonora para la película Blow Up de Michelangelo Antonioni, Empyrean Isles (1964), que le abrió las puertas a futuras colaboraciones con el mundo del cine.
En febrero de 1969 Hancock participaría en la grabación del álbum de Davis In a Silent Way, uno de los discos originarios de la fusión entre la música jazz y rock.
Abandonó a Davis en 1968 y grabó un disco de funk, Fat Albert Rotunda; en 1969 formó un sexteto que causó sensación. Fuertemente empapado de la era electrónica, añadió a su piano eléctrico y a su clavinet el sintetizador de Patrick Gleeson, y las grabaciones se volvieron más complejas rítmicas y estructuralmente, creando su propia visión de la vanguardia. 
Hacia 1970, añadió a su nombre, como otros muchos músicos de jazz, su nombre africano: Mwandishi. Disolvió su banda en 1973 y, tras estudiar budismo, decidió que su objetivo debía ser hacer feliz a su público.
El siguiente paso fue un grupo de funk, The Headhunters, cuyo primer disco, Head Hunters, se convirtió en el mayor éxito de ventas de jazz de la historia. En este disco se produjo la explosión de la fusión en su vertiente más funky y negra, un disco rítmico y muy bailable, lleno de alusiones a Sly Stone y James Brown, abundante en sintetizadores y sonidos eléctricos. Manejando todos los sintetizadores él mismo, Hancock grabó varios álbumes electrónicos. Sin embargo, en ningún momento abandonó el jazz acústico. Tras una fugaz reunión del Miles Davis Quintet de 1965 (Hancock, Ron Carter, Tony Williams, Wayne Shorter, con Freddie Hubbard en vez de Miles) en el Newport Jazz Festival de 1976, decidieron ir de gira al año siguiente como V.S.O.P.. El rotundo éxito de este quinteto provocó que Hancock se coronase como un gigante del piano, que la dirección post-bop que Miles había tomado a mediados de los sesenta no se perdiese y que se allanase el camino para el revival de los neo-tradicionalistas, algo que tuvo lugar en los ochenta con Wynton Marsalis. V.S.O.P. continuó reuniéndose esporádicamente hasta 1993.
Hancock continuó con su inquieta trayectoria en los ochenta: consigue un éxito en la MTV en 1983 con el sencillo de electro Rockit (acompañado de vídeo); se une al virtuoso de kora gambiana Foday Musa Suso, dando como fruto un disco en directo de 1986 Jazz Africa; sigue componiendo bandas sonoras para películas y tocando en festivales y giras con los hermanos Marsalis, con George Benson, con Michael Brecker y con muchos otros. Tras su álbum tecno-pop de 1988 Perfect Machine, Hancock abandonó la compañía Columbia (su sello desde 1973) y firmó un contrato con Qwest que se tradujo en pocos resultados artísticos, si se exceptúa A Tribute to Miles de 1992. Finalmente, se unió a PolyGram en 1994 para grabar jazz para Verve y realizar discos de pop para Mercury.
En 1986, actuó y escribió la música de Round Midnight, película de Bertrand Tavernier sobre la vida de un saxofonista americano en París (Dexter Gordon), con la que ganó el Oscar a la mejor banda sonora.
Su álbum de 2007 River: The Joni Letters (Verve), un CD homenaje con versiones de la música escrita por la cantautora canadiense Joni Mitchell, con colaboraciones de Norah Jones, Tina Turner, Corinne Bailey Rae, Luciana Souza, Leonard Cohen y la propia Joni Mitchell, fue premiado en 2008 con el Grammy al mejor "Álbum de Jazz Contemporáneo del Año", y la improvisación de Hancock en el tercer tema del álbum, "Both Sides Now" fue nominada ese mismo año al "Mejor Solo Instrumental de Jazz".
Según Thom Jurek de Allmusic, "el contenido del álbum no se mueve entre el pop y el jazz, se trata de un disco de jazz con cantantes."
En 2010, lanzó The imagine project, producido por Larry Klein y que incluye colaboraciones del cantante colombiano Juanes, el grupo Los Lobos, el saxofonista Wayne Shorter, la cantante estadounidense Pink, el británico Seal, la sitarista Anoushka Shankar, y otros artistas.

## Premios y distinciones
Premios Óscar
| Año  | Categoría          | Película                | Resultado |
| ---- | ------------------ | ----------------------- | --------- |
| 1987 | Mejor Banda Sonora | Alrededor de medianoche | Ganador   |

Premios César
| Año  | Categoría             | Película                | Resultado |
| ---- | --------------------- | ----------------------- | --------- |
| 1987 | Mejor música original | Alrededor de medianoche | Ganador   |